# Wielka Synagoga w Tel Awiwie
Wielka Synagoga w Tel Awiwie (hebr. בית הכנסת הגדול) – czynna synagoga w Tel Awiwie, w Izraelu. Znajduje się przy ulicy Allenby 110, w osiedlu Lew ha-Ir, w zachodniej części miasta. Jest to największa synagoga w Izraelu.
Nabożeństwa odbywają się w niej codziennie.

## Historia
Rozwój Tel Awiwu jako nowoczesnego żydowskiego miasta, wiązał się z potrzebą zapewnienia obiektów sakralnych mogących zaspokoić potrzeby religijne mieszkańców. Z tego powodu, już w 1913 powstał projekt budowy dużej synagogi przy ulicy Jehuda Halevi. Z różnych powodów nie doszło jednak do realizacji tego projektu.
W 1914 rozpisano otwarty konkurs dla architektów na przygotowanie planu Wielkiej Synagogi, która miała powstać przy ulicy Allenby. Konkurs wygrał pochodzący z Niemiec architekt Richard Michal. Wraz z wybuchem I wojny światowej został on powołany do armii niemieckiej i musiał wyjechać z Palestyny nie ukończywszy projekt. Został on zastąpiony przez architektów Aleksandra Baerwaldów i Jehuda Mgydovica.
Uroczystość wmurowania kamienia węgielnego pod budowę Wielkiej Synagogi odbyła się w 1924. Prace budowlane przedłużały się głównie z powodu kłopotów finansowych. Dopiero pomoc udzielona przez barona Rothschilda umożliwiła dokończenie prac w 1925. Wykonawcą był Natan Wilson. Uroczystość poświęcenia synagogi odbyła się w 1926.
W latach 60. XX wieku pojawiła się potrzeba dostosowania synagogi do zmieniających się potrzeb otoczenia miejskiego. Z tego powodu w 1969 przeprowadzono rozbudowę budynku, według projektu architekta Arieh Elhanani. Podczas tych prac do modernistycznej budowli dobudowano zewnętrzne neoklasyczne betonowe kolumny. Ponadto przebudowano wnętrze i wymieniono wyposażenie wraz z oświetleniem.

## Architektura
Budynek synagogi charakteryzuje się dużą kopułą oraz wielkim sklepieniem. W oknach umieszczono witraże, będące repliką witraży pochodzących z europejskich synagog, zniszczonych podczas II wojny światowej.

## Nabożeństwa
W synagodze odbywają się regularne modlitwy, wykłady, ćwiczenia i różnorodne zajęcia edukacyjne.